# Сверхъестественное (телесериал)
«Сверхъесте́ственное» (англ. Supernatural) — американский телесериал в жанре тёмного фэнтези, созданный Эриком Крипке.
Премьера телесериала состоялась на телеканале The WB 13 сентября 2005 года, а затем он стал частью программы телеканала The CW, который образовался после слияния The WB и UPN. С Джаредом Падалеки и Дженсеном Эклсом в главных ролях Сэма и Дина Винчестеров соответственно, сериал повествует о двух братьях — охотниках за нечистью, которые путешествуют по США на чёрной Chevrolet Impala 1967 года, расследуя паранормальные явления, многие из которых основаны на городских легендах и фольклоре, а также сражаются с порождениями зла: демонами, призраками и другой нечистью. Производством сериала занимается компания Warner Bros. Television вместе с Wonderland Sound and Vision. Наряду с Крипке, главными исполнительными продюсерами телесериала в разные годы были Макджи, Роберт Сингер, Фил Сгриккиа, Сера Гэмбл, Джереми Карвер, Джон Шибан, Бен Эдлунд и Адам Гласс. Ещё один исполнительный продюсер и режиссёр Ким Мэннэрс умер от рака лёгких во время производства четвёртого сезона.
Съёмки сериала проходили в Британской Колумбии, Канада, а создание сериала заняло более 10 лет, учитывая то, что создатель шоу Эрик Крипке на протяжении многих лет разрабатывал проект шоу. Пилотную серию посмотрело 5,69 млн человек, а рейтинги первых 4-х серий позволили The WB заказать полный первый сезон. Вначале Крипке планировал завершить историю на третьем сезоне, однако позже решил снять полных 5 сезонов. В пятом сезоне завершилась основная сюжетная линия шоу и Крипке покинул пост шоураннера проекта. Сериал продолжился с Серой Гэмбл (6—7 сезоны), Джереми Карвером (8—11 сезоны) и Эндрю Даббом с Робертом Сингером (12—15 сезоны) в качестве шоураннеров.

## Производство

### Концепция и разработка
До того, как «Сверхъестественное» стало телесериалом, его создатель Эрик Крипке разрабатывал проект на протяжении почти 10 лет, будучи увлечённым городскими легендами с раннего детства. Изначально представляя «Сверхъестественное» как фильм, Крипке провёл годы, претворяя идеи в телесериал. Концепция несколько раз менялась, проделав путь от оригинальной идеи сериала-антологии и задумки о двух репортёрах, которые «колесят по стране и сражаются с демонами в поисках правды» до окончательного проекта телесериала. Крипке хотел, чтобы это обязательно был телесериал о путешествии, почувствовав, что это «наилучший способ рассказать эти истории, так как это чисто, кратко и уникально по-американски… Эти истории существуют в маленьких городках по всей стране, и очень много значит, что мы погружаемся в них, а затем покидаем».
Так как он прежде писал сценарий для другого телесериала The WB «Тарзан», то Крипке воспользовался шансом представить идеи руководству телеканала и запустить «Сверхъестественное». Тем не менее телеканалу не понравилась идея с репортёрами, и Крипке предложил свою придуманную в последнюю минуту идею о том, чтобы герои были братьями, на что получил одобрение. Он решил, что братья должны быть из Лоуренса, штат Канзас из-за его близости к кладбищу Сталл, которое стало местом действия множества городских легенд.
Когда пришло время давать имена главным героям, Крипке остановился на именах Сал и Дин, чтобы сделать оммаж на главных героев романа-путешествия Джека Керуака «В дороге». Тем не менее он посчитал имя Сал не подходящим для главного героя и поменял его на Сэм. Изначально планировалось, что фамилия братьев будет Харрисон, как поклон актёру Харрисону Форду и потому что Крипке хотел, чтобы Дин был похож на Хана Соло. Однако в Канзасе жил реальный человек Сэм Харрисон и фамилию пришлось поменять по юридическим причинам. Связав воедино свой интерес к дому Винчестеров и его желание сделать из сериала «современный вестерн», Крипке остановился на фамилии Винчестер. Однако и тут была проблема. Первое имя отца Сэма и Дина было Джек, а в Канзасе проживал реальный Джек Винчестер, и Крипке был вынужден поменять его имя на Джон.
| «                                                     | Мы называем его современным вестерном — два стрелка приезжают в город, дерутся с плохими парнями, целуют девушек, а потом уезжают в закат. И с самого начала мы всегда говорим, что если у нас есть ковбои, то им необходимы верные скакуны. | » |
| — Эрик Крипке о решении добавить в шоу машину Impala. | |   |

В детстве Крипке любил сериалы, в которых большую роль играли автомобили, такие как «Придурки из Хаззарда» и «Рыцарь дорог». Это сподвигло его включить машину и в «Сверхъестественное». Он планировал, что ею станет Ford Mustang 1965 года, но сосед убедил его поменять машину на Chevrolet Impala 1967 года, аргументировав это тем, что «в багажник можно положить тело», и потому что «ты хочешь такую машину, чтобы люди, остановившиеся рядом с ней на светофоре, блокировали двери».
Прежде Крипке уже предлагал проект продюсеру Fox Питеру Джонсону, а когда Джонсон перешёл работать в компанию Wonderland Sound and Vision в качестве директора телевидения, он связался с Крипке. Вскоре Джонсон стал co-исполнительным продюсером телесериала, как и владелец Wonderland Макджи исполнительным продюсером, а компания взялась за производство пилотной серии. Тем не менее до того, как можно было приступать к съёмкам, над сценарием пришлось много работать. Изначально по сценарию братья были воспитаны не отцом, а тётей и дядей. Поэтому, когда Дин впервые приходит к Сэму за помощью в первой серии, он сначала должен был убедить его в том, что сверхъестественное существует. Однако Крипке решил, что это делает предысторию слишком запутанной и переработал её с Питером Джонсоном таким образом, что братья были воспитаны отцом, чтобы стать охотниками. Сценарий прошёл через много переработок и дополнений. По одной из идей девушка Сэма Джессика оказывалась демоном, и именно это побуждало его отправиться в путь с Дином; Крипке посчитал, что более подходящей мотивацией будет смерть Джессики, и она была убита так же как и мать Сэма, что дало правильную завязку шоу. По другим отвергнутым идеям Сэм решает, что Дин — серийный убийца, который убил их отца или их отец умирает в доме Джессики. Съёмкам пилотной серии был дан зелёный свет после того, как режиссёр Дэвид Наттер, который ранее работал с Крипке над «Тарзаном», дал своё согласие его снимать. Когда телеканал заказал сериал, студия назначила Роберта Сингера как исполнительного продюсера, так как она хотела, чтобы Крипке работал с кем-то, у кого есть опыт в продюсировании. Благодаря опыту работы над «Секретными материалами» был нанят соисполнительный продюсер Джон Шибан для проработки мифологии сериала. Крипке планировал, что шоу будет продолжаться 3 сезона, однако позже он решил увеличить количество сезонов до пяти и надеялся, что сериал закончится на высокой ноте. Однако из-за высоких рейтингов и просьб фанатов сериал разросся до 15 сезонов, последний эпизод «Сверхъестественного» вышел 19 ноября 2020 года.

### Команда сценаристов
Команда первого сезона состояла из Крипке и пяти других сценаристов вместе с ассистентами, набранными для помощи в поиске городских легенд. Большая часть сценарной работы над сериалом — совместная, а сценаристы часто собирались в группы для работы. В начале каждого сезона все сценаристы собирались вместе и предлагали свои идеи, которые позже передавались определённому сценаристу для обработки. Каждая идея для истории записывалась на маркерной доске, а Крипке и Боб Сингер вносили необходимые изменения. После написания сценария Крипке его просматривал, чтобы удостовериться, что серия будет в духе всего сезона. Крипке отметил, что это было очень тяжело сделать для первого сезона, но к третьему сезону его работа облегчилась, так как команда «действительно прониклась стилем шоу».
Дух телесериала «Сверхъестественное» подвергся значительному влиянию таких фильмов, как: «Полтергейст» — ужасы случаются в семье, «Зловещие мертвецы 2» и «Американский оборотень в Лондоне» — присутствуют элементы комедии. Комментируя формат сериала, Крипке сказал, что идея в том, что ужасы могут произойти у вас на заднем дворе. Как много зрителей будут переживать за вампира в готическом замке? В числе других фильмов, оказавших влияние азиатские фильмы ужасов, это «Глаз» и «Звонок».
По словам создателя Эрика Крипке, изначально сериал должен был быть сфокусирован на еженедельных монстрах, а Сэм и Дин Винчестеры должны были быть лишь связующими звеньями. Его задумкой было лишь «напугать людей». Однако после нескольких отснятых серий Крипке и Боб Сингер заметили на экране химию между Джаредом Падалеки и Дженсеном Эклсом. Это открытие сподвигло их сфокусировать сериал больше на братьях, чем на монстрах, подстраивая линию с монстрами под линию развития сюжета, которая запланирована для Винчестеров.

### Спецэффекты
Хотя компании были наняты для работы лишь над пилотной серией — такие как Entity FX для визуальных эффектов, — отделы по спецэффектам стали работать исключительно для сериала. Айван Хайден являлся ответственным за визуальные эффекты и работал с большим количеством разного производственного персонала сериала. Во время подготовки производства Хайден должен был просмотреть сценарии, чтобы найти возможные места для использования спецэффектов. Затем он встречался со сценаристами для обсуждения концепта, а после проработки всех деталей координировал отделы спецэффектов и каскадёров. Хайден также присутствует во время съёмок, чтобы помочь режиссёру удостовериться, что сцены снимаются наилучшим для визуальных эффектов способом, гарантируя, что актёры смотрят на правильное место, в которое позже будет добавлен эффект. После этого он встречался с редакторами. Другой аспект работы отдела визуальных эффектов — это разработка правил физики для каждого сверхъестественного существа, хотя эти правила часто игнорировались, если это шло на пользу истории. В 2012 году было объявлено, что Хайден будет работать на новом для Encore месте в Ванкувере в отделе визуальных эффектов.

### Музыка
Особенность «Сверхъестественного» — синтезированная оркестровая партитура, хотя традиционные акустические инструменты, такие как гитара и виолончель, также используются. Специальные инструменты также использовались в некоторых сериях, таких как блюзовая музыка, которая исполнялась на старом пианино в серии «Вера». В отличие от других сериалов, над телесериалом работали 2 композитора: Кристофер Леннерц и Джей Грушка. Каждый композитор работал над каждой второй серией, давая другому дополнительное время, чтобы написать партитуру, которая обычно в конечном итоге длится около 30 минут на серию. Они писали музыкальные темы для собственных серий и персонажей, работая друг с другом, если сюжеты серий пересекаются. Они пытались основывать музыку на видеоряде серии, как в серии «Мертвец в воде», в которой кадры с водой сопровождаются повторяющимися и диссонирующие нотами, а после слов «вода» и «умереть» идёт звук на низкой тональности, чтобы создать «булькающий» звук. В музыкальном сопровождении присутствует схожесть, например в сценах с братьями и их отцом, однако треть музыки к каждому сезону приходилось писать заново.
Если оригинальная партитура используется на протяжении серий, другой важный аспект сериала — использование классического рока. Эрик Крипке грозился уйти из сериала, если телеканал не позволит ему использовать эту музыку. Большая часть песен взята из частной коллекции Крипке. Песни одной из его любимых групп Led Zeppelin слишком дорого стоят, чтобы использовать их на телевидении, и лишь названия некоторых серий являются отсылками на песни Led Zeppelin. В сериале более одного раза звучат такие группы, как Blue Öyster Cult, Bad Company, Стиви Рэй Вон, Rush, Boston, Triumph и AC/DC. В начале последней серии каждого сезона обычно играет песня «Carry On Wayward Son» в исполнении группы Kansas, в то время как на экране кратко показываются основные события всего сезона.

### Места съёмок
Хотя пилотная серия была снята в Лос-Анджелесе, основные съёмки проходили в Ванкувере, Британская Колумбия. Таким образом, съёмки на местности, как правило, также происходили в окрестностях города. Серия «Мертвец в воде» была снята на озере Бантзен, а финальные сцены из «Саймон приказал» снимали на дамбе Кливленда. Другие места часто используются в сериале 2 или 3 раза с применением художественного оформления, чтобы скрыть это. Парк Херитейдж в Бернаби был использован как кладбище в серии «Алая заря» и как окрестности пряничного домика (коттеджа) в «В гостях у сказки». Кроме того, госпиталь Ривервью в Кокуитлам использовался в сериале в роли абсолютно разных учреждений, в том числе как психбольница в серии «Психушка», больница в «Когда придёт мой смертный час» и тюрьма в «Блюз Фолсомской тюрьмы». Серия «Небеса обетованные» была снята на натуре в Объединённой церкви святого Эндрю-Уэсли в Ванкувере. Так как действие серии обычно происходит в глуши, съёмки часто проходили на старой военной базе. База была закрыта в течение многих лет, а здания были снесены; остались целыми лишь дороги, на которых и снимаются сцены в пути.

## Актёрский состав и персонажи
Сериал сосредоточен на двух братьях Сэме и Дине Винчестерах, роли которых исполнили Джаред Падалеки и Дженсен Эклс; они путешествуют по стране и охотятся на злых сверхъестественных созданий, по большей части демонов. Падалеки заинтересовался ролью из-за своей любви к телесериалам ужасов, таким как «Секретные материалы» и «Сумеречная зона», которые он нашёл похожими на «Сверхъестественное». Он всегда был заинтересован в исполнении роли «героя поневоле», сравнивая Сэма с Нео из «Матрицы» и Люком Скайуокером из «Звёздных войн». Падалеки уже имел опыт работы с исполнительными продюсерами Макджи и Дэвидом Наттером, и они убедили его прийти на прослушивание для роли. Изначально Эклс был приглашён Наттером на прослушивание на роль Сэма, но он предпочёл сыграть Дина после того, как прочитал сценарий. Во время прослушивания он уже играл одну из постоянных ролей в телесериале The WB «Тайны Смолвиля». После того, как его утвердили на роль Дина, его роль в «Тайнах Смолвиля» была сокращена и вырезана из сценария.
Хотя в телесериале нет большого числа главных героев, существует множество второстепенных персонажей. Джеффри Дин Морган исполнил роль Джона Винчестера, отца Сэма и Дина. После появления в пилотной серии Джон не возвращается почти до конца первого сезона, когда становится второстепенным персонажем до собственной смерти в премьерной серии второго сезона. В финале этого же сезона Джон возвращается в виде призрака, чтобы помочь своим сыновьям. Позже в сериале оказывается, что у Джона был третий сын от другой женщины, который приходится сводным братом Сэму и Дину. По словам сценариста Джона Шибана было заранее решено, что Джон умрёт. Сценаристы сочли факт разлуки братьев с отцом «раскалывающим сериал». Шибан заметил, что «…парни ищут своего отца и ищут монстров недели, кем бы они ни были и что бы ни стояло у них на пути. Это становится сложным, потому что мы подумали, будто это выглядит так: „Что делает папа? Он что, занимается более интересными вещами, чем парни, или как?“». Они считали, что Морган не горел желанием вернуться в «Сверхъестественное» во втором сезоне, так как у него была второстепенная роль в «Анатомии страсти». Его дальнейшие появления были сокращены из-за загруженного расписания Моргана.
Также в первом сезоне были представлены демон Азазель и его безымянная дочь. Если Азазель появляется в основном как тень или силуэт, принимая физическую форму лишь тогда, когда вселяется в Джона Винчестера, дочь Азазеля использует девушку по имени Мэг Мастерс (Никки Эйкокс) как сосуд. В премьерной серии второго сезона тело, которое занял Азазель, сыграл Фредрик Лене; изначально персонаж, рассчитанный лишь на одну серию, Лене так сильно впечатлил шоураннеров, что они пригласили его вернуться в двухчасовом финале сезона. Даже после собственной смерти Азазель появляется в четвёртом сезоне, а его роль сыграли Кристофер Б. Маккейб и Митч Пиледжи в серии про путешествие во времени «В начале» и Роб Лабелль во флэшбеке в финальной серии сезона. Таким же образом, когда дочь Азазеля была изгнана из тела Мэг ближе к концу первого сезона, и демон и её бывшее вместилище продолжили появляться в сериале, но как разные персонажи. Эйкокс исполнила роль разъярённого духа Мэг, которая пыталась убить Винчестеров; демон возвращается в серии второго сезона, и его сыграл Падалеки, так как демон на время овладел телом Сэма. Она появляется с пятого по восьмой сезоны во второстепенной роли в исполнении Рэйчел Майнер.
Сценаристы хотели постепенно конкретизировать концепцию охотников, вводя много новых персонажей. Актёр Джим Бивер впервые появился в роли Бобби Сингера, охотника и старого друга семьи Винчестеров в конце первого сезона. Он становится кем-то вроде отца для Сэма и Дина после смерти их папы и вёл себя как их наставник и экстренный контакт до своего ухода в седьмом сезоне. Другие охотники появились во втором сезоне вместе с баром «Дом у дороги». Его владельцем являлась Эллен Харвелл (Саманта Феррис), муж которой был другом Джона Винчестера. Её дочь Джо Харвелл (Алона Таль) работала вместе с матерью. Также появился компьютерный гений Эш (Чед Линдберг), использовавший свои компьютерные навыки, чтобы отслеживать сверхъестественное в интернете. Таль была позже вырезана из сценария и актриса полагает, что это было сделано потому, что продюсеры решили, что она выглядит как «14-летняя сестра» Сэма и Дина. Крипке же утверждал, что этот персонаж был неправильно воспринят, а также ссылался на слабый отклик фанатов на её исчезновение. Также персонаж Эша был убит в финале второго сезона, а «Дом у дороги» уничтожен. Эллен должна была вернуться в третьем сезоне, однако из-за забастовки сценаристов эта серия так и не была написана. Сценаристы предполагали, что она появится в финале сезона, однако Феррис отвергла это предложение, так как сочла предложенную ей сделку неприемлемой. Тем не менее обе актрисы вернулись в ролях Эллен и Джо в пятом сезоне.
В третьем сезоне сценаристы решили ввести персонаж Руби, демона, который заявляет, что выступает на стороне Винчестеров. Также должна была появится девушка по имени Бэла, которая стала бы новым любовным интересом Сэма. Кэти Кэссиди и Лорен Коэн получили роли Руби и Бэлы соответственно, хотя изначально проходили кастинг на роли друг друга. Однако телеканал The CW попросил добавить другой женский персонаж, поэтому Бэла Талбот стала эгоистичной воровкой, которая продаёт оккультные предметы состоятельным клиентам, и Коэн была включена в основной актёрский состав сериала. Обе актрисы появились лишь в шести сериях третьего сезона, однако в титрах упомянуты с подписью «также в ролях». В конце сезона персонаж Коэн был убит, а с Кэссиди не стали продлевать контракт по бюджетным соображениям. На роль Руби был произведён рекаст для четвёртого сезона, причём эта роль на кастингах называлась лишь как «любовный интерес». Женевьев Кортезе (которая позже вышла замуж за Падалеки) играла эту роль до смерти персонажа в финале четвёртого сезона.
Желая привнести в сериал христианскую мифологию, сценаристы создали персонажа ангела Кастиэля. Крипке хотел оставить введение ангела в сериал в секрете, поэтому персонаж был описан на кастингах как демон. Миша Коллинз получил эту роль. Появляясь впервые в премьерной серии четвёртого сезона, Кастиэль воскрешает Дина, душа которого пребывала в аду после смерти в финале третьего сезона, и становится союзником Винчестеров. Изначально планировалось, что его персонаж появится только в 6-серийной арке, но позже его роль была расширена. На пятый и шестой сезоны Коллинз был включён в основной актёрский состав сериала. Он полагает, что отчасти это было сделано из-за поддержки фанатов. В седьмом и восьмом сезонах Кастиэль вновь был понижен до второстепенного героя, однако c девятого сезона он снова стал основным персонажем.
Наряду с Кастиэлем появились и другие ангельские персонажи, в том числе Роберт Уиздом в роли «воинствующего» и «догматического» Уриила, который втайне поддерживает Люцифера; Джули Макнивен сыграла падшего ангела Анну Милтон, которая возвращает свою ангельскую сущность, но всё равно остаётся изгоем на небесах; Курт Фуллер взял на себя роль босса Кастиэля, ангела по имени Захария, который жаждет устроить Апокалипсис, чтобы позже наступил рай на Земле. Если персонаж Уиздома был вскоре убит, Макнивен и Фуллер продолжили играть свои роли в пятом сезоне.
В пятом сезоне впервые появляется демон Кроули, роль которого исполнил Марк Шеппард. Его персонаж стал самым длительным по существованию второстепенным антагонистом Винчестеров и периодическим антигероем сериала. Кроули появляется в трёх сериях пятого сезона, чтобы помочь Винчестером заточить Люцифера обратно в клетку, так как верит, что после уничтожения человечества он примется за демонов. В шестом сезоне Кроули становится королём ада и одним из главных антагонистов, который работает вместе с Кастиэлем, чтобы остановить архангела Рафаила, другого главного антагониста сезона, который хотел заново начать Апокалипсис. В седьмом сезоне Кроули становится антигероем, который помогает Винчестерам с угрозой Левиафанов во главе с Диком Романом, после того, как они были выпущены из чистилища Кастиэлем. В восьмом сезоне он снова становится антагонистом, пытаясь остановить Винчестеров, когда они работают над тем, чтобы навсегда запечатать ад. В девятом сезоне Кроули попадает в плен к Винчестерам, но заключает с ними союз против Абаддон, которая смещает его с поста короля ада. С десятого сезона персонаж Шеппарда становится одним из основных героев сериала.
В пятом сезоне появляется Марк Пеллегрино, который сыграл падшего архангела Люцифера. Также Пеллегрино появляется в седьмом сезоне как галлюцинация Сэма. Пеллегрино был вторым выбором на роль Кастиэля и ему была предложена роль Люцифера без прослушивания. Позже Люцифер упоминается в каждом сезоне сериала. Персонаж возвращается в 11-м сезоне, и основную часть времени его исполнял Миша Коллинз, находившийся в основном составе. В 12-м сезоне первые 3 серии персонажа играл Рик Спрингфилд. Пеллегрино возвращается к роли с 12-й серии 12-го сезона, а начиная с 15-й числится в основном составе актёров.
В седьмом сезоне вводится персонаж пророка Кевина Трена (Осрик Чау), который переводит Слово Божье для Винчестеров, чтобы те могли остановить левиафанов. В девятом сезоне Кевин пытается найти способ, чтобы вернуть ангелов обратно на небеса, однако его убивает Гадриэль, завладевший телом Сэма.
В девятом сезоне появляется персонаж Гадриэля, который сначала представляется Иезекиилем. Его роль исполнили Тамо Пеникетт и Джаред Падалеки. После того, как Сэм был серьёзно ранен, когда решил не закрывать врата в ад, Гадриэль откликается на молитву Дина о помощи, вселяется в тело Сэма, чтобы лечить его и становится союзником Дина. Однако позже настоящая личность Гадриэля была открыта Метатроном, и оказалось, что именно Гадриэль был тем стражем, который пропустил Люцифера в райский сад, за что и был заключён в темницу до падения всех ангелов. Позже Гадриэль заключает союз с Метатроном в попытке искупить свою вину и вернуть ангелов на небеса. Он убивает Кевина Трена, но позже оказывается изгнан из тела Сэма и занимает свой изначальный сосуд. Тем не менее, когда Метатрон начинает жертвовать ангелами ради своих планов, он жалеет о содеянном и присоединяется к Сэму, Дину и Кастиэлю.
Так как сериал фокусируется в основном на двух братьях Винчестерах, сценаристы поняли, что зрители будут заранее знать, что эти персонажи не находятся в опасности быть убитыми. Чтобы исправить это, сценаристы часто прописывают гостевых персонажей, чтобы сделать серии более напряжёнными, а иногда даже убивают их.

## Сюжет
| Сезон | Сезон | Эпизоды | Премьера на ТВ   | Премьера на ТВ | Премьера на ТВ | Рейтинг Нильсена | Рейтинг Нильсена    |
| Сезон | Сезон | Эпизоды | Премьера сезона  | Финал сезона   | Сеть           | Ранк             | Зрители в США (млн) |
| ----- | ----- | ------- | ---------------- | -------------- | -------------- | ---------------- | ------------------- |
|       | 1     | 22      | 13 сентября 2005 | 4 мая 2006     | The WB         | 165              | 3,81                |
|       | 2     | 22      | 28 сентября 2006 | 17 мая 2007    | The CW         | 216              | 3,14                |
|       | 3     | 16      | 4 октября 2007   | 15 мая 2008    | The CW         | 187              | 2,74                |
|       | 4     | 22      | 18 сентября 2008 | 14 мая 2009    | The CW         | 161              | 3,14                |
|       | 5     | 22      | 10 сентября 2009 | 13 мая 2010    | The CW         | 125              | 2,64                |
|       | 6     | 22      | 24 сентября 2010 | 20 мая 2011    | The CW         | 209              | 2,42                |
|       | 7     | 23      | 23 сентября 2011 | 18 мая 2012    | The CW         | 176              | 2,03                |
|       | 8     | 23      | 3 октября 2012   | 15 мая 2013    | The CW         | 152              | 2,52                |
|       | 9     | 23      | 8 октября 2013   | 20 мая 2014    | The CW         | 141              | 2,81                |
|       | 10    | 23      | 7 октября 2014   | 20 мая 2015    | The CW         | 156              | 2,02                |
|       | 11    | 23      | 7 октября 2015   | 25 мая 2016    | The CW         | 131              | 2,81                |
|       | 12    | 23      | 13 октября 2016  | 19 мая 2017    | The CW         | 132              | 2,62                |
|       | 13    | 23      | 12 октября 2017  | 17 мая 2018    | The CW         | 166              | 2,32                |
|       | 14    | 20      | 11 октября 2018  | 25 апреля 2019 | The CW         | 159              | 2,07                |
|       | 15    | 20      | 10 октября 2019  | 19 ноября 2020 | The CW         | 131              | 1,63                |

### Сезон 1
Первый сезон, премьера которого состоялась 13 сентября 2005 года, а заключительная серия вышла 4 мая 2006 года, состоит из 22 серий. Первые 16 серий выходили в эфир по вторникам в 21:00, а выход последующих серий был перенесён на четверг на то же время.
2 ноября 1983 года, когда Сэм Винчестер был ещё младенцем, а его старшему брату Дину было всего 4 года, их маму Мэри Винчестер убило нечто сверхъестественное. Спустя годы Сэм отдалился от брата с отцом (Джоном Винчестером), занимался своей жизнью, пока те охотились в поисках существа, убившего Мэри. На очередную охоту отец поехал один, но так и не вернулся. Теперь Дину и Сэму предстоит объединиться, чтобы найти его.

### Сезон 2
Второй сезон состоит из 22 серий, которые выходили по четвергам в 21:00 начиная с 28 сентября 2006 года и заканчивая 17 мая 2007 года.
Братья Винчестеры продолжают охотиться на демона, убившего их маму. В этом им помогают другие охотники: Эллен Харвелл, Джо Харвелл и Эш. Вместе с отцом они смогли раздобыть оружие, из которого можно убить Азазеля (желтоглазый демон) — кольт, однако после серьёзной аварии Дин впадает в кому и чуть ли не умирает, поэтому его отец идёт на сделку и отдаёт пистолет и душу в обмен на его выздоровление. После смерти Джона братья узнают, что Азазель хочет открыть врата ада и выпустить оттуда всех демонов с помощью кольта.

### Сезон 3
Третий сезон состоит из 16 серий, которые выходили в эфир в 21:00 с 4 октября 2007 по 17 мая 2008 года. Изначально для сезона были заказаны 22 серии, однако производство остановилось на 12 серии 5 декабря 2007 года из-за забастовки сценаристов. Сезон был сокращён до 16 серий, а новые 4 серии вышли в апреле и мае 2008 года.
Сотни демонов вырвались на свободу после того, как врата ада были некоторое время открыты, и над миром нависла серьёзная угроза. В это же время Дин пытается решить свою проблему — он заключил сделку с демоном перекрёстка на жизнь Сэма в обмен на свою душу, но вместо положенных 10 лет ему дали всего 1 год. После разговора с Руби (демоницей, которая неоднократно помогала братьям) Дин узнаёт, что контракт на его душу у Лилит.

### Сезон 4
Четвёртый сезон состоит из 22 серий, которые выходили в эфир с 18 сентября 2008 по 14 мая 2009 года в 21:00 по четвергам.
Дин Винчестер неожиданно возвращается из ада. Отыскав Бобби Сингера и Сэма, Дин принимается искать существо, воскресившее его. Братья направляются к гадалке — давней знакомой Бобби, которая выясняет, что Дина вытащил Кастиэль (ангел). Параллельно Лилит взламывает 66 печатей, чтобы Люцифер восстал из ада и устроил апокалипсис.

### Сезон 5
Пятый сезон, премьера которого состоялась 10 сентября 2009 года, а заключительная серия вышла 13 мая 2010 года, состоит из 22 серий, которые выходили в эфир в 21:00 по четвергам. Этот сезон считался заключительным, так как Эрик Крипке ранее сказал, что планировал снять 5 сезонов. Несмотря на это Падалеки и Эклс подписали контракты на шестой сезон, а телеканал The CW продлил сериал на шестой сезон 16 февраля 2010 года.
Сломана последняя печать, Люцифер свободен и готовится устроить конец света. В этом ему активно помогают всадники апокалипсиса (Война, Голод, Чума и Смерть). Архангел Михаил враждебно настроен против своего брата, но сразиться они не могут, не имея сосудов, которыми и являются братья Винчестеры (Дин для Михаила, Сэм для Люцифера). Братьям удаётся выяснить, что благодаря кольцам всадников есть шанс открыть заново клетку дьявола и заключить Люцифера, но окажется ли это под силу братьям?

### Сезон 6
Шестой сезон состоит из 22 серий, которые выходили в эфир по пятницам в 21:00 с 24 сентября 2010 года по 20 мая 2011 года. Начиная с этого сезона Крипке перестал быть шоураннером телесериала, однако остался консультирующим исполнительным продюсером, а Сера Гэмбл взяла на себя его должность.
Прошёл год с тех пор, как Винчестеры предотвратили апокалипсис. Сэм прыгнул в клетку с Люцифером. Дин держит слово, данное брату, и пытается жить обычной жизнью с Лизой и её сыном. Неожиданно на него нападают джинны, желающие отомстить за смерть своего отца. Дин отравлен, но от смерти его успевает спасти неожиданно воскресший Сэм. Дин узнаёт, что Сэм и его дедушка непонятным образом воскресли год назад и с тех пор занимаются охотой на нечисть. Постепенно Дин начинает замечать некоторые странности в поведении Сэма. С помощью Кастиэля он узнаёт, что у Сэма отсутствует душа — она всё ещё заперта в клетке с Люцифером и Михаилом. Братья сталкиваются с новым монстром — Евой (матерью всей нечисти). Ева намерена создать новых тварей, чтобы истребить человеческий род в отместку за страдания, которые причинял её детям Кроули (король ада). Кастиэль объединяется с ним, и их задачей становится открыть чистилище с целью получения безграничной мощи томящихся там душ. Мятежный ангел решил пойти на сделку в надежде одолеть архангела Рафаила и наконец-то положить конец гражданской войне на небесах. Позже Сэму удаётся вернуть свою душу при помощи Смерти. Смерть возвращает душу, поставив барьер, блокирующий воспоминания об аде. Сезон заканчивается смертью Рафаила и появлением нового врага…

### Сезон 7
Седьмой сезон состоит из 23 серий, которые выходили в эфир по пятницам в 21:00 с 23 сентября 2011 года по 18 мая 2012 года.
Из чистилища вырвались одни из самых зловещих существ — левиафаны. Старые трюки и оружие не помогают в борьбе против них. Сэм и Дин будут переживать много утрат. Кастиэль повредил барьер Сэма, и того начали терроризировать воспоминания об аде и Люцифере. Левиафаны начинают заполонять мир: они вселяются в политиков, в том числе в Дика Романа, главу Ричард Роман Интерпрайзес. Благодаря новому союзнику Фрэнку Деверо, Винчестеры узнают, что Роман купил пустое поле в Висконсине, в то время как один левиафан рассказывает, что они здесь не для того, чтобы убивать. После нападения на них Бобби погибает от рук Дика и, становясь призраком, помогает братьям в борьбе против нового антагониста. В конце концов им удаётся убить Дика, но, сделав это, Дин и Кастиэль пропадают. Появляется Кроули, который заявляет, что убийство Дика было частью его плана. Дин и Кастиэль оказываются в чистилище, где каждая душа — чудовище.

### Сезон 8
Восьмой сезон состоит из 23 серий, которые выходили в эфир по средам в 21:00 с 3 октября 2012 года по 15 мая 2013 года.
С момента заточения в чистилище проходит год. Дин возвращается на Землю, прихватив с собой вампира Бенни. За это время жизнь Сэма изменилась. Помня братский уговор (не искать друг друга в случае смерти одного из братьев), он бросает охоту и пытается жить обычной жизнью. Но Дин его находит и они начинают искать Кевина Трена (пророка). Тот рассказывает братьям, что Кроули нашёл скрижаль, которая содержит заклинание, способное навеки закрыть врата ада, заточив в нём демонов. Кроули похищает пророка, и вызволить его помогает Метатрон (ангел, скрывающийся от небес), который является писарем слова божьего. Кастиэль по непонятным причинам возвращается из чистилища и продолжает помогать Винчестерам. Позже становится ясно, что за его спасение отвечает Наоми (высокопоставленный ангел, обладающий огромной властью). Тем временем Метатрон убеждает Кастиэля закрыть врата рая с целью восстановления порядка на небесах. Кастиэль соглашается и проходит испытания. Позже становится ясно, что Метатрон лжёт, и Кастиэль лишается своей благодати. Сезон заканчивается падением тысячи ангелов с небес.

### Сезон 9
Девятый сезон состоит из 23 серий, которые выходили в эфир по вторникам в 21:00 с 8 октября 2013 года по 20 мая 2014 года.
После испытаний Сэм впал в кому. Дин делает всё, чтобы помочь брату, но когда становится ясно, что всё тщетно, он вынужден послать молитву всем ангелам. Ему откликается ангел, представившийся Иезекиилем. Под предлогом, что Сэм слишком слаб и исцеление возможно только изнутри, ангел вселяется в тело пострадавшего, а Дин по условиям сделки держит присутствие Иезекииля в тайне от своего брата. В это же время Кастиэль, лишённый своей благодати, попадает на землю. Немного позже он снова становится ангелом, используя благодать другого посланника небес. Сэму становится значительно лучше, но позже становится ясно, что в Сэме находится вовсе не Иезекииль, а падший ангел Гадриэль, в далёком прошлом впустивший в рай Люцифера. В наказание его заточили в небесную тюрьму с начала времён, а в надежде искупить свои деяния он присоединяется к Метатрону. Дин сотрудничает с Кроули, и их целью является убить Абаддон (рыцарь ада). Кроули удаётся выяснить, что убийство рыцаря ада возможно только при помощи первого клинка. Они находят Каина (рыцарь ада, обладающий первым клинком; ранее был правой рукой Люцифера), и тот передаёт Дину свою метку, объяснив, что без метки от клинка нет пользы. Отыскав клинок, Дин убивает Абаддон, после чего из-за воздействия метки в нём появляется неконтролируемая тяга к убийствам. Кастиэль возглавляет армию ангелов в небесной войне против Метатрона. Позже его группа присоединяется к Метатрону, а Гадриэль в свою очередь переходит на сторону Винчестеров и Кастиэля. Последний с Гадриэлем проникают на небеса, но их ловят. Гадриэль жертвует собой, чтобы освободить Кастиэля из небесной тюрьмы. Тем временем Дин вступает в схватку с Метатроном, но тот убивает его. Кастиэль в этот момент ломает скрижаль и с помощью других ангелов вскоре захватывает Метатрона. Сэм вызывает Кроули, чтобы спасти Дина. Кроули прибывает сразу к телу Дина и говорит, что метка не отпустит её носителя. Дин открывает глаза и становится демоном…

### Сезон 10
Десятый сезон состоит из 23 серий, которые выходили в эфир с 7 октября 2014 года по 20 мая 2015 года. До 18 марта 2015 года телесериал показывался по вторникам в 21:00, а позднее — по средам в то же время.
Дин становится демоном и сбегает с Кроули. Сэм пытается спасти Дина, и в конце концов ему это удаётся благодаря очищению крови. Кастиэлю становится хуже, поскольку его заимствованная благодать выгорает, и он вынужден принять помощь Кроули. Братья отправляются на охоту, и им остаётся только избавить Дина от метки, но это очень непросто. Позже они находят способ — заклинание из книги проклятых, найденной Чарли. Кастиэль с помощью Метатрона находит утраченную благодать, но тот в силу своего коварства сбегает, прихватив демонскую скрижаль. В конце сезона братьям удаётся снять метку Каина, но цена последствий оказывается слишком велика…

### Сезон 11
Одиннадцатый сезон состоит из 23 серий, которые стартовали в эфире 7 октября 2015 года и показываются по средам в 21:00.
После снятия печати Каина на Земле появляется новое зло — Тьма. Отчаявшись, Сэм посылает молитву Богу, и вскоре его начинают посещать непонятные видения, как он думает, божественного происхождения. Найдя воплощение в маленькой девочке, Тьма поглощает души людей и за счёт этого очень быстро растёт. Кроули пытается взять Тьму под контроль с целью получения большего могущества, но Амара не желает с ним сотрудничать. Сэм и Дин собираются убить её. Кастиэль решает отправиться на поиски Метатрона, ведь он должен знать о Тьме. Дин пробирается в комнату к Амаре, но появляется Кроули. Завязывается драка между королём ада и старшим Винчестером. Дина от смерти спасает Амара, а демон понимает меньшинство своих сил и отступает. Тем временем Кастиэль узнаёт шокирующую информацию о Тьме: со слов Метатрона выясняется, что Тьма — родная сестра Бога. Помимо этого Дин чувствует некую связь с Амарой, а она питает взаимность к бывшему носителю метки: это значит, что Дин не сможет её убить и сделать это должен Сэм. Сэма продолжают посещать видения. Он видит клетку Люцифера, и все знаки указывают на то, что туда нужно вернуться. Чтобы наконец найти ответы, Сэм вместе с Кроули заставляют Ровену (мать Кроули, сильная ведьма) найти заклинание, позволяющее блокировать силы Люцифера, после чего они отправляются в первый круг ада. Ровена наносит символы на клетку и произносит заклинание. Появляется Люцифер. Он согласен помочь в решении проблем с Тьмой, но ему нужен сосуд. Сэм отказывается, и Люцифер стирает знаки заклинания, перенося Винчестера к себе в клетку. Открывается правда: всё это время источником видений Сэма был Люцифер, а не Бог. Дин и Кастиэль отправляются в ад, чтобы помочь Сэму, но Люцифер переносит их к себе и между ними начинается драка. Ровена произносит заклинание и Люцифер исчезает после вспышки яркого света. Кроули приказывает покинуть ад, и братья возвращаются на Землю. Немного позже Кастиэль возвращается к Кроули, но не просто так. В теле ангела теперь находится Люцифер: в отчаянной надежде победить Тьму Кастиэль дал согласие дьяволу на использование его тела в качестве сосуда. Люцифер убивает Ровену, возвращает свой трон, а Кроули сажает на цепь, всячески над ним издеваясь. Появляется луч надежды в борьбе с Тьмой: победить её можно, используя древние артефакты, содержащие силу Бога. Однако их количество ограничено, местонахождение неизвестно и использовать их можно всего один раз. Один из артефактов братья утратили сразу после получения, в процессе выяснив правду о Кастиэле и Люцифере. Второй артефакт утратил Кроули — сбежав из рабства Люцифера, он предпринимает попытку убить его жезлом Аарона, однако удар принимает на себя один из демонов и Люцифер остаётся жив. Третий же использует сам Люцифер против Амары, но из этого не выходит ничего путного. Становится понятно, что Длань Господня бесполезна против Тьмы, и после неудачного сражения Амара похищает Люцифера. Предположив, что он единственное творение Бога, на которое последнему не наплевать, Амара начинает мучить дьявола в надежде на то, что Бог не оставит это просто так. И она оказалась права: Бог является братьям, раскрывая свою личность (всё это время создатель вселенной скрывался за образом писателя Чака Ширли). Сэм и Дин решают спасти Люцифера из цепких лап Амары, узнав, что Чак может вступить в схватку с Тьмой только благодаря ему. В результате спасительной операции Дин решает отвлечь Амару, а Сэм, Донотелло (новый пророк) и Метатрон будут спасать Люцифера. Стоило выпутать последнего из ловушки Амары, как она появляется собственной персоной. Метатрон приказывает им троим бежать, а сам остаётся чертить ловушку для Тьмы. Но её не удалось посадить в ловушку, и она уничтожает Метатрона. Сэм, Люцифер и Донотелло отправляются в бункер Хранителей, но на их пути встаёт Тьма. В последний момент Чак телепортирует их машину домой. Тут-то Бог и встречает своего сына-любимчика, которого когда-то низверг с небес. Позже Тьма выгоняет Люцифера из тела Кастиэля и очень сильно ранит Бога. Она начинает пожирать солнце, но вскоре Амара мирится с братом, и они исчезают, дабы восстановить баланс между Тьмой и Светом. Всё заканчивается на том, что Дин выходит из леса, где его встречает их мама.

### Сезон 12
Двенадцатый сезон состоит из 23 серий, которые стартовали в эфире 13 октября 2016 года и показываются по четвергам в 21:00.
После ухода Бога и Тьмы Дин встречает Мэри Винчестер, воскрешённую Амарой. После объяснения матери с сыном они отправляются в бункер Хранителей. Кастиэль, изгнанный Антонией Бевелл, приземляется в нескольких десятках километров от бункера и спешит назад. Дин и Мэри в бункере обнаруживают кровь Сэма. Младший Винчестер подвергается жестоким пыткам со стороны британских Хранителей. Бевелл интересует, как Винчестеры справились с Тьмой, а также где другие охотники, действующие на территории США. Во время попыток сломать разум Сэма тот пытается вырваться из плена, но это ему не удаётся. Дин, Мэри и Кастиэль выходят на след Антонии Бевелл и освобождают Сэма. Последнюю от расправы спасает Мик Дэвис, другой член британских Хранителей. Он извиняется перед Винчестерами за действия своей строптивой коллеги и предлагает сотрудничество, но его предложение не принимается.
В это же время Люцифер, изгнанный Амарой из Кастиэля, пытается найти себе новую оболочку, а по его следу идёт Кроули в надежде убить Дьявола, пока тот ещё слаб. В итоге Люцифер вселяется в стареющего рок-музыканта Винса Винсенте. Кроули при помощи Ровены пытается вернуть Люцифера назад в клетку, но неудачно, последняя попадает в плен. Люцифер не спешит убивать Ровену и пытается заставить укрепить его сосуд, но ведьма делает наоборот и отправляет дьявола на дно океана. Мэри покидает сыновей, чтобы прийти в себя без напоминаний об утраченном прошлом. После ухода матери Сэм и Дин продолжают охоту. Всё это время за ними следует Артур Кетч, главный убийца британских Хранителей, и подчищает хвосты за братьями. Сэм и Дин встречают мать на похоронах Эйсы Фокса, охотника из Канады, которого 37 лет назад она спасла от оборотня. Демон, на которого охотился Эйса, убивает двух охотников, и его жертвой едва не становится шериф Джоди Миллс. Во время кремации тел погибших жнец Билли является Винчестерам и предлагает Мэри, а также Сэму и Дину, вернуться в рай, поскольку они уже умирали достаточно. Тем временем Люцифера вызывают со дна океана 2 подростка, изображающих из себя сатанистов. Понимая, чьё тело он занял, Люцифер хочет развлечься по полной, устроив резню на концерте старой группы Винса. Но ему это не удаётся, и он говорит, что намерен повысить ставки, и покидает тело Винса Винсенте, которое после этого превращается в пепел. Люцифер скачет из тела в тело высокопоставленных членов общества и творит бесчинства, в итоге он вселяется в президента США Джефферсона Руни и зачинает от его любовницы Келли Клайн нефилима. Осознавая, что им не удастся подобраться к Люциферу в его текущем сосуде, Сэм обращается за помощью к Мику Дэвису. В результате Люцифера удаётся изгнать, но Сэм и Дин задерживаются Секретной службой за покушение на жизнь президента и попадают в секретную тюрьму для террористов. Выбраться из тюрьмы братьям удаётся только при помощи договора, заключённого со жнецом Билли. Но когда Билли потребовала выполнения условий договора — смерти одного из Винчестеров — Кастиэль убивает её. Келли скрывается. Её ищут и демоны, и ангелы. Мэри в тайне от сыновей начинает работать с Артуром Кетчем. Ей удаётся похитить кольт у князя ада Рамиэля, сестра которого Дагон захватывает Келли. Люцифер тайно схвачен Кроули и подвергается пыткам. Вскоре он смог освободиться и отправиться на поиски своего сына. Кастиэль убивает Дагон и получает Келли, которая убеждает его, что ребёнок не будет злом. Британские Хранители после неудачных попыток привлечь Винчестеров на свою сторону решают уничтожить их и всех американских охотников. Но братья побеждают. В финале Кроули и Кастиэль умирают, пытаясь убить Люцифера, а Мэри и Люцифер попадают в разлом между мирами, созданный рождением нефилима Джека.

### Сезон 13
8 января 2017 года The CW продлил сериал на тринадцатый сезон, премьера которого состоялась 12 октября 2017 года. Тринадцатый сезон состоит из 23 серий, которые показывались с 12 октября 2017 по 17 мая 2018 года.
У Дина и Сэма, потерявших почти всех своих союзников, появляется новая ответственность за Джека. Сэм готов дать мальчику шанс, а Дин считает его злом и хочет убить. За Джеком охотится четвёртый князь ада Асмодей.
В другом мире Люцифер удерживает Мэри в качестве заложницы для торгов о своём сыне. Он сталкивается с альтернативным Михаилом, который убил своего Люцифера. Джек случайно оживил Кастиэля, но потом сбежал. Михаил из мира Апокалипсиса хочет захватить Землю. Но в созданный при помощи альтернативного Кевина Трена разлом единственным успевает проскочить ослабленный Люцифер. Он находит Кастиэля и убеждает его объединиться, чтобы найти сына и противостоять альтернативному Михаилу. Внезапно их захватывает в плен Асмодей, с которым работает и выживший при помощи заклинания Ровены Артур Кетч. Винчестеры с помощью Джека пытаются открыть дверь в альтернативный мир, чтобы спасти Мэри. Джек попадает в плен к Михаилу, но потом вместе с Мэри освобождается. Люцифер смог восстановить свои силы и вырваться вместе с Кастиэлем от Асмодея.
При помощи благодати ангела Анаэль (сестры Джо) Люцифер восстанавливает свои силы и обманом проникает на небеса. В мире Апокалипсиса Джек и Мэри при поддержке альтернативного Бобби Сингера сражаются с ангелами. Винчестеры ищут заклинания для открытия дверей между мирами. Пошедший против Асмодея Кетч освобождает архангела Гавриила, чьей благодатью питался Асмодей, и приводит его в бункер. Используя благодать Гавриила, Дин с Кетчем отправляются в другой мир, где спасают альтернативную Чарли Брэдбери. Асмодей пытается вернуть Гавриила, но тот убивает его. Гавриил мстит Локи и его сыновьям, которые продали его Асмодею. Отомстив, Гавриил присоединяется к Винчестерам. Им удалось поймать Люцифера и использовать его благодать для поддержания дверей в другой мир открытыми. Винчестеры, Кастиэль и Гавриил отправляются в другой мир. По дороге в лагерь повстанцев они попадают в засаду вампиров, и Сэм погибает. Его воскрешает Люцифер, заброшенный в разлом Ровеной при попытке убить её. Люцифер встречается с Джеком. Мэри отказывается возвращаться домой и бросить повстанцев. Винчестеры решают забрать всех из лагеря в свой мир.
Возле разлома на них нападает альтернативный Михаил. Гавриил и Люцифер прикрывают отход. Гавриил погибает, а Сэм закрывает дверь перед Люцифером. Но Люцифер договаривается с Михаилом, и они проникают в мир Винчестеров. Люцифер силой забирает силу Джека себе. Дин вынужден заключить сделку, стать сосудом для альтернативного Михаила, чтобы остановить Люцифера. Люцифер убит, но Михаил контролирует тело Дина и, в нарушение уговора, уходит.

### Сезон 14
2 апреля 2018 года телеканал The CW продлил сериал на 14-й сезон, который вышел 11 октября 2018 года и закончился 25 апреля 2019 года.
Дин с переменным успехом сражается с Михаилом за власть над собственным телом, и в конце концов ему удаётся одержать верх. Братья ищут возможность вернуть Джеку его былые силы, без которых нефилиму грозит скорое угасание. Но по своей наивности Джек больше вредит этому миру, чем помогает. Наконец в деяния Винчестеров и их команды вмешивается Чак, по щелчку пальцев которого устраняются все проблемы и при этом гибнет Джек. Выясняется, что всё, что происходило с Дином и Сэмом, было всего лишь литературным экспериментом самого Чака, которому было интересно наблюдать за развитием сюжета. Для финала повествования он приберёг интересное устройство Уравнитель, который выглядит как старинный пистолет. Из него можно убить кого угодно, но при этом умрёт и тот, кто нажмёт на курок. Потрясённый откровениями Чака Сэм стреляет в Бога из Уравнителя, но лишь ранит его и получает аналогичное ранение. Чак поднимает из могил мертвецов и оставляет Сэма, Дина и Кастиэля разбираться с сотнями зомби.

### Сезон 15
31 января 2019 года The CW продлил сериал на 15-й сезон, который вышел 10 октября 2019 года и закончился 19 ноября 2020 года. 23 марта 2019 года Джаред Падалеки, Дженсен Эклс и Миша Коллинз объявили, что этот сезон станет заключительным.

## Отзывы о сериале
Известный журнал «The New York Times» опубликовал статью от 25 февраля 2011 года под названием «Рай, ад, братья и одна Импала», в которой автор утверждает, что сериал вряд ли заинтересует лиц старше 15 лет, не читающих фанфики. По мнению публициста, многочисленные случаи торговли своей душой как будто высмеивают саму идею, будто кто-то смеет хотя бы дерзновенно мечтать о жизни, полной моральной чистоты. Автор также высмеивают атеизм Дина в первых сезонах, добавляя, что усердие, с которым этот атеист борется с Сатаной, достойно лучшего применения.
Однако несуразности сюжета, по мнению Джинии Беллафанте, стали тем единственным, что удерживает шоу от святотатства, чем грешат другие проекты на похожие темы. Журналист считает, что сериал пропитан скорее боголюбием, нежели чем-то иным, но «боголюбием без руля и без ветрил», а мифотворчество, которым отличается «Сверхъестественное», Джиния Беллафанте называет слишком непоследовательным и непродуманным, ситуативным.
Что касается речи героев, то язык сериала — это не что иное, как сетевой лингва франка, состоящий из заезженных оборотов и словечек из сферы массовой культуры.
В итоге, «Сверхъестественное» — это размышления о жуткости последствий житья в мире духовного беззакония. «Сверхъестественное» — это история о небесах, аде, вере, мести и автомобильной промышленности. Но в большей степени — о беззаветной братской любви. Джиния Беллафанте склоняется к мысли, что основной посыл сериала, сделавший проект популярным, таков: родители ещё не всё, чаще всего либо их нет, либо они мертвы или невнимательны, и всё, что есть у братьев — это они сами.
В другой статье «The New York Times», озаглавленной «Вечная жизнь — заслугами ангелов и кубиков на прессе», от 19 апреля 2014 года, автор Майк Хэйл перечисляет составляющие успеха сериала:
- дело в волосах, шутливо пишет он, то есть в привлекательной причёске Сэма;
- в братьях, то есть всё крутится вокруг них, в том числе и в жизни съёмочной бригады, где Падалеки и Эклз — душа всей компании;
- в мужественности, то есть это история инициации — превращения мальчиков в мужчин, как подметил Миша Коллинз;
- в ангелах, которые привнесли новое веяние в проект;
- в сетевой популярности, то есть старые сезоны теперь смотрят подростки, которым на момент премьеры проекта было лет 5-6;
- в рельефных полуобнажённых мужских телах, а точнее в их почти полном отсутствии, так как Джареду Падалеки за все эпизоды пришлось полуобнажиться не более 10 раз, чем он гордится;
- в фанатах и их конвенциях, в увлечённом написании гомоэротических фантазий по мотивам сериала, что поддерживает популярность проекта на плаву, но откровенно претит Дженсену Эклзу, гнушающемуся фанатской гомоэротикой с собственным участием;
- в скромности, то есть оба главных актёра милы в жизни, братски близки и не задаются;
- в планах на будущее, то есть новые сезоны анонсируются непрерывно. Глава канала за бесконечное продолжение проекта, коль скоро рейтинги высоки, и Майк Хэйл грозит ему 12-дюймовым ангельским клинком, если тот не сдержит обещание[114].

## Медиа

### Продвижение
Реклама, выбранная The WB для сериала, вышла за рамки просто рекламных роликов и билбордов. До премьеры сериала сеть разместила рекламу сериала на АЗС и выдавала резиновые светящиеся в темноте браслеты в кинотеатрах Нью-Йорка и Лос-Анджелеса. Кофейные чашки, на которых при нагревании проявлялось изображение «женщины в ужасе, которая как будто была приклеена к потолку», были розданы в 500 кафе по всему Нью-Йорку, Чикаго и Лос-Анджелесу. Тот же образ был использован и на специальных зеркалах, которые телеканал установил в почти 200 ночных клубов в трёх городах, чтобы привлечь «молодых поклонников ужасов». Дополнительные рекламные постеры были размещены в барах, кинотеатрах и магазинах видеоигр, а сотни баров также получили «Сверхъестественные» салфетки и подставки.
В сериале также есть реально существующие вещи. Сайт городских легенд Hellhounds Lair из серии первого сезона под названием «Адский дом» был одно время настоящим сайтом, созданным продюсерами сериала. В серии «Духоловы» владельцы сайта Hellhounds Lair создают собственный сериал наподобие «Охотников за привидениями», а The CW запустил сайт Ghostfacers.com. В серии четвёртого сезона «Эта ужасная жизнь» Винчестеры заходят на этот сайт. Однако это распространилось не только на интернет. Номер сотового Дина (1-866-907-3235), который стал известен в серии «Призрачный странник», действительно был реальным и работал, а Дженсен Эклс читал сообщение на автоответчике: «Это Дин Винчестер. Если это чрезвычайная ситуация, оставьте сообщение. Если вы звоните насчёт 2 ноября 1983 года, сообщите мне свои координаты». В серии «Небылицы» второго сезона были отсылки на выпуск газеты Weekly World News той недели. В выпусках от 19 февраля и 19 марта 2007 года публиковались эксклюзивные интервью с Сэмом и Дином, которые были написаны Полом Каппербергом.

#### Комиксы
Телесериал также расширил свою вселенную. Три мини-серии комиксов, каждая из шести выпусков, были опубликованы издательством WildStorm, дочерней компанией DC Comics. В комиксе «Сверхъестественное: Истоки» рассказывается о ранней жизни Сэма, Дина и их отца и о том, как Джон стал охотником. В «Сверхъестественное: Растущий сын» рассказывается о Дине, который начинает следовать по стопам отца. Крипке принял большое участие в создании первой серии, но забастовка сценаристов не позволила ему сделать то же самое со второй. «Сверхъестественное: Начало конца» описывает разные события, которые сподвигли Сэма оставить семью и уехать в Стэнфорд.
«Каледония», который вышел в Великобритании под названием «Сверхъестественное: Псы Эдинбурга», написан Брайаном Вудом и Грантом Бондом и рассказывает о путешествии Сэма Винчестера в Эдинбург в те годы, когда он учился в Стэнфорде. Первые 2 мини-сериала были написаны Питером Джонсоном, одним из соисполнительных продюсеров сериала, а авторами третьего комикса стали сценаристы сериала Эндрю Дабб и Дэниел Лофлин.

#### Книги
Была опубликована дюжина романов, основанных на телесериале.
| Название на русском | Название на английском | Автор                          | Дата выхода      | Издательство        | ISBN               |
| ------------------- | ---------------------- | ------------------------------ | ---------------- | ------------------- | ------------------ |
| Больше никогда      | Nevermore              | Кит Р. А. ДиКандидо            | 31 июля 2007     | HarperEntertainment | ISBN 0-06-137090-8 |
| Ущелье ведьмы       | Witch’s Canyon         | Джефф Мариотти                 | 30 октября 2007  | HarperEntertainment | ISBN 0-06-137091-6 |
| Остров костей       | Bone Key               | Кит Р. А. ДиКандидо            | 26 августа 2008  | HarperEntertainment | ISBN 0-06-143503-1 |
| Сердце дракона      | Heart of the Dragon    | Кит Р. А. ДиКандидо            | 16 февраля 2010  | Titan Books         | ISBN 1-84856-600-X |
| Нечестивое дело     | The Unholy Cause       | Джо Шрибер                     | 4 мая 2010       | Titan Books         | ISBN 1-84856-528-3 |
| Война сынов         | War of the Sons        | Ребекка Дессертайн и Дэвид Рид | 31 августа 2010  | Titan Books         | ISBN 1-84856-601-8 |
| Прошёл год          | One Year Gone          | Ребекка Дессертайн             | 24 мая 2011      | Titan Books         | ISBN 0-85768-099-4 |
| Поцелуй койота      | Coyote’s Kiss          | Криста Фауст                   | 12 июля 2011     | Titan Books         | ISBN 0-85768-100-1 |
| Ужас ночи           | Night Terror           | Джон Пассарелла                | 13 сентября 2011 | Titan Books         | ISBN 0-85768-101-X |
| Обряд перехода      | Rite of Passage        | Джон Пассарелла                | 14 августа 2012  | Titan Books         | ISBN 1-78116-111-9 |
| Свежее мясо         | Fresh Meat             | Элис Хендерсон                 | 19 февраля 2013  | Titan Books         | ISBN 1-78116-112-7 |
| Вырезано в плоти    | Carved in Flesh        | Тим Ваггонер                   | 16 апреля 2013   | Titan Books         | ISBN 1-78116-113-5 |
| Холодный огонь      | Cold Fire              | Джон Пассарелла                | 29 марта 2016    | Titan Books         | ISBN 1-78116-675-8 |
| Мифотворец          | Mythmaker              | Тим Ваггонер                   | 26 июля 2016     | Titan Books         | ISBN 1-78329-854-9 |
| Обычные жертвы      | The Usual Sacrifices   | Ивонн Наварро                  | 27 июня 2017     | Titan Books         | ISBN 1-78329-856-3 |
| Авантюра            | Joyride                | Джон Пассарелла                | 30 октября 2018  | Titan Books         | ISBN 1-78329-936-2 |
| Дети Анубиса        | Children of Anubis     | Тим Ваггонер                   | 30 апреля 2019   | Titan Books         | ISBN 1-78565-326-1 |

### Отзывы о книгах
- Интернет-ресурс и онлайн-магазин «The Telegraph Bookshop» распространяет «Дневник Джона Винчестера», выпущенный английским издательством «HarperCollins» в 2011 году в категории «научная фантастика». Созданный под редакцией Алекса Ирвина, дневник «раскрывает душу человека, преследуемого чувством вины».
- Кроме вышеуказанной книги британский ресурс «The Telegraph Bookshop» даёт краткий обзор издания в твёрдом переплёте «The Essential Supernatural», озаглавив статью так — «В пути с Сэмом и Дином Винчестерами». В выпущенной в 2012 году издательством «Titan Books» книге описаны приключения братьев посезонно, добавлены фотографии со съёмок, а также карты, эксклюзивные постеры и интервью с актёрами и съёмочной командой. Это полноценный визуальный гид по «Сверхъестественному», предлагаемый поклонникам сериала по цене 29,99 английских фунтов[128].
- Также в твёрдой обложке выпущен и «Сверхъестественное — сборник историй о чудовищах» в авторстве Тима Ваггонера.
- Британская ветвь популярного портала «Amazon» помещает рейтинг всех книг серии в разных жанровых разделах сайта, причём есть возможность сравнивать рейтинг британского подразделения «Amazon.co.uk» с основным:

1. «Больше никогда» (англ. «Nevermore»). Британский «Amazon»: рейтинг 38,604 в списке бестселлеров «Amazon Bestsellers Rank», № 288 в категории «Ужасы, оккультизм»; № 2832 в категории «Научная фантастика»; № 7922 в категории «Научная фантастика и фэнтези». На основе 30 любительских отзывов книга получила 4,2 звезды из 5 возможных, причём 60 % читателей присудили этой книге 5 звёзд, а 3 % — 1 звезду. Основной «Amazon»: на основе 174 любительских отзывов книга получила 4,1 звезды из 5, причём 43 % читателей присудили этой книге 5 звёзд, а 14 % — лишь 1 звезду.
2. «Остров костей» (англ. «Bone Key»). Британский «Amazon»: рейтинг 271,334 в списке бестселлеров «Amazon Bestsellers Rank», № 3102 в категории «Комиксы издательства „Titan Books“»; № 14522 в категории «Научная фантастика»; № 24945 в категории «Фэнтези». На основе 14 любительских отзывов книга получила 4,3 звезды из 5, причём 72 % читателей присудили этой книге 5 звёзд, а 7 % — 1 звезду. Основной «Amazon»: на основе 80 любительских отзывов книга получила 4,5 звезды из 5, причём 61 % читателей присудили этой книге 5 звёзд, а 3 % — 1 звезду.
3. «Каньон ведьмы» (англ. «Witch's Canyon»). Британский «Amazon»: рейтинг 659,779 в списке бестселлеров «Amazon Bestsellers Rank», № 2484 в категории «Книги по телевизионным сериалам и фильмам». На основе 18 любительских отзывов книга получила 4,6 звезды из 5, причём 72 % читателей присудили этой книге 5 звёзд и никто — менее 3 звёзд. Основной «Amazon»: на основе 127 любительских отзывов книга получила 4,3 звезды из 5, причём 55 % читателей присудили этой книге 5 звёзд и только 2 % — 1 звезду.
4. «Нечестивое дело» (англ. «The Unholy Cause»). Британский «Amazon»: рейтинг 406,826 в списке бестселлеров «Amazon Bestsellers Rank», № 2098 в категории «Комиксы, ужасы»; № 2458 в категории «Мистический детектив»; № 4307 в категории «Магия и фэнтези». На основе 20 любительских отзывов книга получила 4,4 звезды из 5, причём 75 % читателей присудили этой книге 5 звёзд, 5 % — 1 звезду. Основной «Amazon»: на основе 71 любительского отзыва книга получила 4,3 звезды из 5, причём 54 % читателей присудили этой книге 5 звёзд, а 3 % — 1 звезду. Амазон помещает отзывы о книге:Фанаты отведут душу, погрузившись в систему образов и бездонное мифотворчество, следами которых густо испещрены страницы романа.
Fans will revel in the characterization and the deep mythology which have their fingerprints all over the pages. — TV Obsessed.
5. «Прошёл год» (англ. «One Year Gone»). Британский «Amazon»: рейтинг 310,688 в списке бестселлеров «Amazon Bestsellers Rank», № 1179 в категории «Фэнтези», № 1381 в категории «Книги по телевизионным сериалам и фильмам»; № 1704 в категории «Комиксы, ужасы». На основе 22 любительских отзывов книга получила 4,2 звезды из 5, причём 54 % читателей присудили этой книге 5 звёзд и 5 % — 1 звезду. Основной «Amazon»: на основе 74 любительских отзывов книга получила 4 звезды из 5, причём 57 % читателей присудили этой книге 5 звёзд и 16 % — 1 звезду.
6. «Война сынов» (англ. «War of the Sons»). Британский «Amazon»: рейтинг 424,884 в списке бестселлеров «Amazon Bestsellers Rank», № 1753 в категории «Книги по телевизионным сериалам и фильмам»; № 2183 в категории «Комиксы, ужасы»; № 2365 в категории «Оккультизм». На основе 21 любительского отзыва книга получила 3,9 звезды из 5, причём 57 % читателей присудили этой книге 5 звёзд, 5 % — 1 звезду[129]. Основной «Amazon»: на основе 65 любительских отзывов книга получила 4,2 звезды из 5, причём 63 % читателей присудили этой книге 5 звёзд, а 4 % — 1 звезду[130]. Амазон помещает отзывы о книге:

Если ты желаешь узнать чуток больше о мире Сверхъестественного и отправиться на экскурсию в 1950-е годы с Винчестерами, я всячески рекомендую — дуй читать!
If you want to learn a bit more about the world of Supernatural and take a tour of the 1950s with the Winchesters, I highly recommend you give it a whirl!
— Blog Critics.

## Спин-оффы

### Утверждённые

#### Духоловы
Растущая популярность «охотников-любителей» Эда Зеддмора и Гарри Спенглера побудила Крипке выпустить спин-офф сериала с этими персонажами. Он обсудил возможность осуществления проекта с актёрами А. Дж. Бакли и Тревисом Уэстером и боссами на студии и телеканале. Получив положительный результат на всех трёх переговорах, Крипке представил веб-сериал «Духоловы» на San Diego Comic-Con International в 2008 году, однако производство было отложено до 2009 года из-за экономического кризиса.
Десятиминутные серии были написаны А. Дж. Бакли и Тревисом Уэстером вместе с Патриком Дж. Дуди и Крисом Валензиано. Крипке планировал, что съёмочная группа действительно будет исследовать реальные дома с привидениями, однако местом действия первого сезона стал театр с привидениями. В сериале также снялись Бриттани Ишибаши в роли Мэгги и Остин Бэсис в роли Кенни Спруса. Так как у Бакли общий менеджер с Келли Карлсон, она снялась в гостевой роли Джанет.
23 октября 2011 года А. Дж. Бакли опубликовал в Twitter ссылку на специальную веб-серию, в которой «Духоловы» встретились с Кастиэлем.

#### Сверхъестественное: Аниме
9 июня 2010 года официальный японский сайт Warner Bros. объявил о создании аниме-версии сериала под названием «Сверхъестественное: Аниме», премьера которого состоялась в Японии в январе 2011 года.
Всего был выпущен один сезон сериала, состоящий из 22 серий, которые пересказывают первые 2 сезона оригинального сериала. Джаред Падалеки озвучил Сэма на английском языке, однако Дженсен Эклс озвучил Дина лишь в двух заключительных сериях из-за несовпадения графиков; первые 20 серий Дина озвучивал Эндрю Фаррар.

#### Винчестеры
24 июня 2021 года было объявлено, что The CW разрабатывают сериал-приквел под названием «Винчестеры», в котором рассказывается о родителях Сэма и Дина, Джоне и Мэри. Исполнительными продюсерами сериала являются Дженсен Эклз, его жена Дэннил Эклз (которая играет Анаэль в сериале) и сценарист «Сверхъестественного» Робби Томпсон. Эклз также вернётся к роли Дина Винчестера в качестве рассказчика. В феврале 2022 года The CW заказали пилотный эпизод сериала. Премьера состоится 11 октября 2022 года. В мае 2023 сериал был закрыт после первого сезона
.

### Отменённые

#### Сэмюэль Кольт
Во время производства третьего сезона Эрик Крипке заявил, что сценаристы иногда обсуждали возможность запуска приквела сериала, действия которого происходили бы на Диком Западе, а главными героями были бы Сэмюэль Кольт и группа охотников.

#### Сверхъестественное: Родословная
22 июля 2013 года телеканал The CW объявил, что разрабатывается спин-офф «Сверхъестественного», а 20-я серия девятого сезона станет встроенной пилотной серией планирующегося сериала. 29 января 2014 года было объявлено, что сериал будет называться «Сверхъестественное: Родословная».
Сценарий к встроенной пилотной серии был написан Эндрю Даббом, а саму серию снял Роберт Сингер. В сериале должно было рассказываться о «столкновении миров охотников и монстров в Чикаго». Сериал не был заказан телеканалом на новый телесезон. Но, тем не менее, канал оставил открытым вопрос о запуске другого спин-оффа телесериала.

#### Блудные сёстры
20 июня 2017 был анонсирован спин-офф «Сверхъестественного» под названием «Блудные сёстры». По задумке сценаристов сюжет сериала должен был развиваться вокруг группы девушек, столкнувшихся с паранормальными силами. Встроенный пилот спин-оффа вошёл в тринадцатый сезон «Сверхъестественного». В главных ролях в «Блудных сёстрах» планировались Ким Родс в роли шерифа Джоди Миллс, Брианна Бакмастер в роли шерифа Донны Ханскам, Кэтрин Ньютон в роли Клэр Новак, Кэтрин Рэмдин в роли Алекс Джонс и Кларк Бако в роли Пейшенс Тёрнер и Ядира Гевара-Прип в роли Кайи Ньевес. В мае в The СW объявили, что сериал не был заказан.

## Влияние

### Рейтинги
Ранг сезонов основан на среднем количестве зрителей каждой серии «Сверхъестественного», выходившем на телеканалах The WB и The CW.
| Сезон | Время выхода (ET)                                                    | Телеканал | Кол-во серий | Премьера сезона  | Премьера сезона    | Финал сезона   | Финал сезона       | Ранк                   | Зрители (млн чел.)       | Рейтинг, 18-49         |
| Сезон | Время выхода (ET)                                                    | Телеканал | Кол-во серий | Дата показа      | Зрители (млн чел.) | Дата показа    | Зрители (млн чел.) | Ранк                   | Зрители (млн чел.)       | Рейтинг, 18-49         |
| ----- | -------------------------------------------------------------------- | --------- | ------------ | ---------------- | ------------------ | -------------- | ------------------ | ---------------------- | ------------------------ | ---------------------- |
| 1     | Вторник 21:00 (1–16) Четверг 21:00 (11–22)                           | The WB    | 22           | 13 сентября 2005 | 5,69               | 4 мая 2006     | 3,99               | 165                    | 3,81                     | 1,4                    |
| 2     | Четверг 21:00                                                        | The CW    | 22           | 28 сентября 2006 | 3,93               | 17 мая 2007    | 2,72               | 216                    | 3,14                     | 1,1                    |
| 3     | Четверг 21:00                                                        | The CW    | 16           | 4 октября 2007   | 2,97               | 15 мая 2008    | 3,00               | 187                    | 2,74                     | 1,0                    |
| 4     | Четверг 21:00                                                        | The CW    | 22           | 18 сентября 2008 | 3,96               | 14 мая 2009    | 2,89               | 161                    | 3,14                     | 1,1                    |
| 5     | Четверг 21:00                                                        | The CW    | 22           | 10 сентября 2009 | 3,40               | 13 мая 2010    | 2,84               | 125                    | 2,64                     | 1,2                    |
| 6     | Пятница 21:00                                                        | The CW    | 22           | 24 сентября 2010 | 2,90               | 20 мая 2011    | 2,11               | 134                    | 2,47                     | 1,1                    |
| 7     | Пятница 21:00                                                        | The CW    | 23           | 23 сентября 2011 | 2,01               | 18 мая 2012    | 1,56               | 176                    | 2,03                     | 0,89                   |
| 8     | Среда 21:00                                                          | The CW    | 23           | 3 октября 2012   | 1,85               | 15 мая 2013    | 2,31               | 152                    | 2,52                     | 1,1                    |
| 9     | Вторник 21:00                                                        | The CW    | 23           | 8 октября 2013   | 2,59               | 20 мая 2014    | 2,30               | 141                    | 2,81                     | 1,3                    |
| 10    | Вторник 21:00 (1–14) Среда 21:00 (15–23)                             | The CW    | 23           | 7 октября 2014   | 2,50               | 20 мая 2015    | 1,73               | 156                    | 2,02                     | 0,8                    |
| 11    | Среда 21:00                                                          | The CW    | 23           | 7 октября 2015   | 1,94               | 25 мая 2016    | 1,84               | 158                    | 2,81                     | 1                      |
| 12    | Четверг 21:00 (1–8) Четверг 20:00 (9–23)                             | The CW    | 23           | 13 октября 2016  | 2,15               | 18 мая 2017    | 1,65               | 132                    | 2,62                     | 0,6                    |
| 13    | Четверг 20:00                                                        | The CW    | 23           | 12 октября 2017  | 2,10               | 17 мая 2018    | 1,63               | 166                    | 2,32                     | 0,8                    |
| 14    | Четверг 20:00                                                        | The CW    | 20           | 11 октября 2018  | 1,49               | 25 апреля 2019 | 1,30               | 159                    | 2,07                     | 0,6                    |
| 15    | Четверг 20:00 (1–11) Понедельник 20:00 (12–13) Четверг 20:00 (14–20) | The CW    | 20           | 10 октября 2019  | 1,23               | 19 ноября 2020 | 1,38               | 116 (1–13) 131 (14–20) | 1,86 (1–13) 1,63 (14–20) | 0,6 (1–13) 0,5 (14–20) |